# Onychiurus dissimulans
Espèce
Onychiurus dissimulans est une espèce de collemboles de la famille des Onychiuridae.

## Distribution
Cette espèce se rencontre en Grande-Bretagne, en France et en Suisse.

## Publication originale
- Gisin, 1952 : Notes sur les Collemboles, avec démembrement des Onychiurus armatus, ambulans et fimetarius auctorum. Bulletin de la Société Entomologique Suisse, vol. 25, no 1, p. 1-22.